# Dinarthrum hirta
Dinarthrum hirta är en nattsländeart som beskrevs av Navás 1932. Dinarthrum hirta ingår i släktet Dinarthrum och familjen kantrörsnattsländor. Inga underarter finns listade i Catalogue of Life.